# جامعة السلطان إدريس التربوية
جامعة سلطان إدريس التعليمية ((بالملايوية: Universiti Pendidikan Sultan Idris)‏ ؛ عادة ما يتم اختصاره إلى UPSI ؛ جاوي: اونيۏرسيتي ڤنديديقن سلطان إدريس هي جامعة حكومية في بلدة تانجونج ماليم، بيراك في ماليزيا. تأسست لأول مرة في عام 1922 ككلية للمعلمين، وهي واحدة من أقدم مؤسسات التعليم العالي العاملة في ماليزيا.
كان أول مركز تدريب للمعلمين في مالايا يقع في الأصل في تايبينج وكان يُعرف باسم كلية ماتانج لتدريب المعلمين. افتتح في عام 1913، منزل نبيل مالاي في تايبينج، عمل نجاه إبراهيم كأول كلية لتدريب المعلمين في مالايا حتى تم نقلها إلى تانجونج ماليم بعد تسع سنوات وأطلق عليها اسم سلطان بيراك في ذلك الوقت. يعود تاريخ جامعة السلطان إدريس التربوية كما نعرفه اليوم إلى عام 1922 عندما كانت الجامعة تُعرف آنذاك باسم كلية تدريب السلطان إدريس (SITC). تم طرحها من قبل نائب مدير المدارس الملايو، RO Winstedt ككلية تدريب لمعلمي الملايو. تم تسمية الكلية على اسم السلطان الراحل إدريس مرشد الأعظم شاه ، سلطان بيراك الثامن والعشرون، وافتتحت الكلية في 29 نوفمبر 1922 من قبل السكرتير الرئيسي للولايات الماليزية الموحدة، السير جورج ماكسويل.
تطلب النظام التعليمي الأولي من الطلاب إكمال دورة تدريبية مدتها ثلاث سنوات حيث يتم تدريس المهارات التقليدية والحساب. مع اعتماد قانون التعليم لعام 1957 بناءً على توصيات تقرير لجنة التعليم لعام 1956 (المعروف باسم تقرير رزاق)، تم تمديد الدورة التدريبية إلى خمس سنوات وتم تقديم مواضيع جديدة. أصبح SITC أيضًا معروفًا رسميًا باسمه الماليزي، معهد السلطان إدريس ((بالإنجليزية: Sultan Idris Teachers College)‏) أو MPSI.
في عام 1976، أصبحت MPSI مختلطة مع قبول الدفعة الأولى من 150 طالبة. في عام 1987، تمت ترقية MPSI وتغيير اسمها إلى معهد السلطان إدريس التربوية ((بالإنجليزية: Sultan Idris Teachers Institute)‏) أو IPSI ودورات تدريبية جديدة تؤدي إلى الحصول على درجة ممنوحة من Universiti Pertanian Malaysia (المعروفة اليوم باسم Universiti Putra Malaysia).

## حرم الجامعة

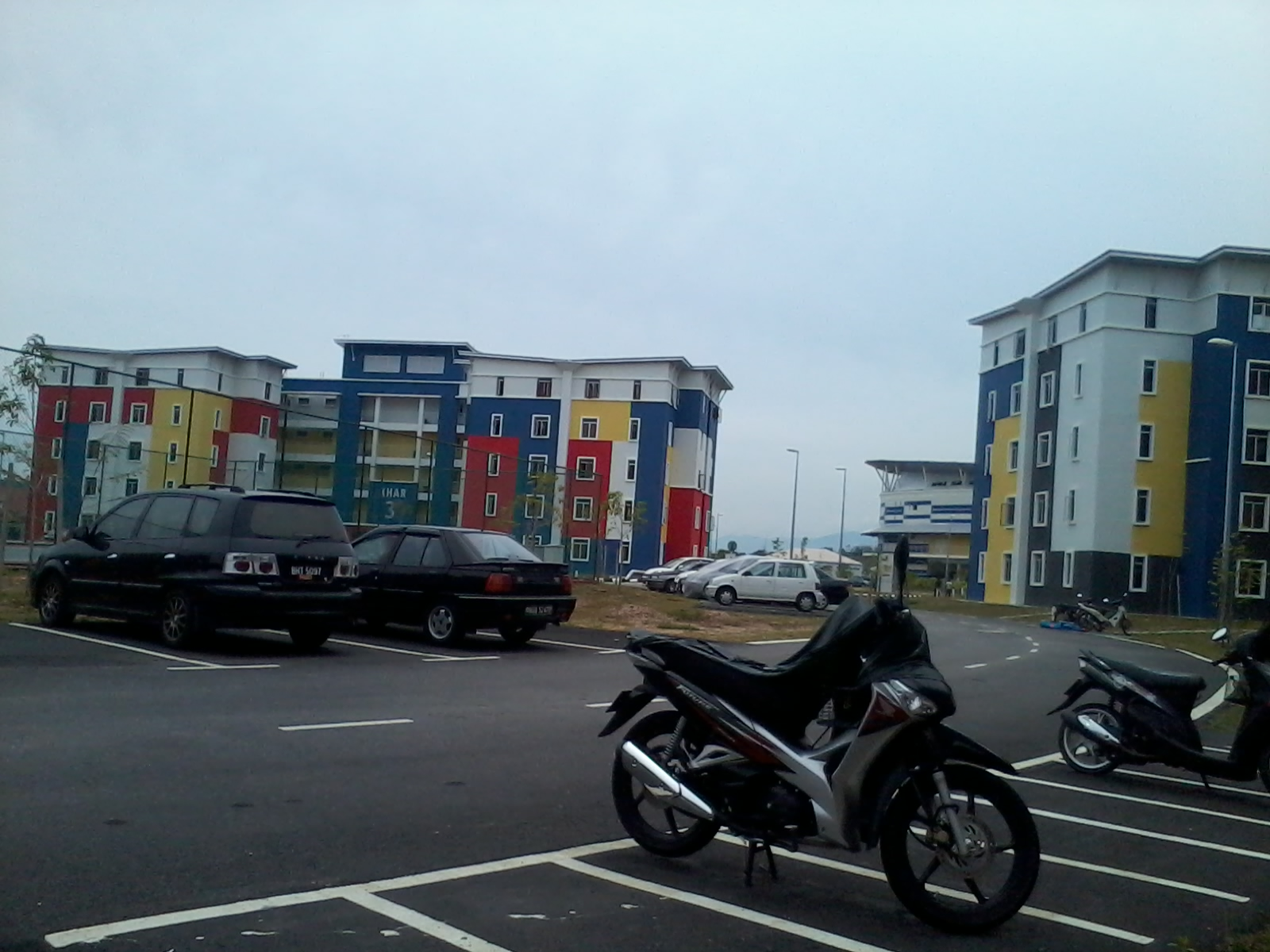
حرم سلطان أزلان شاه

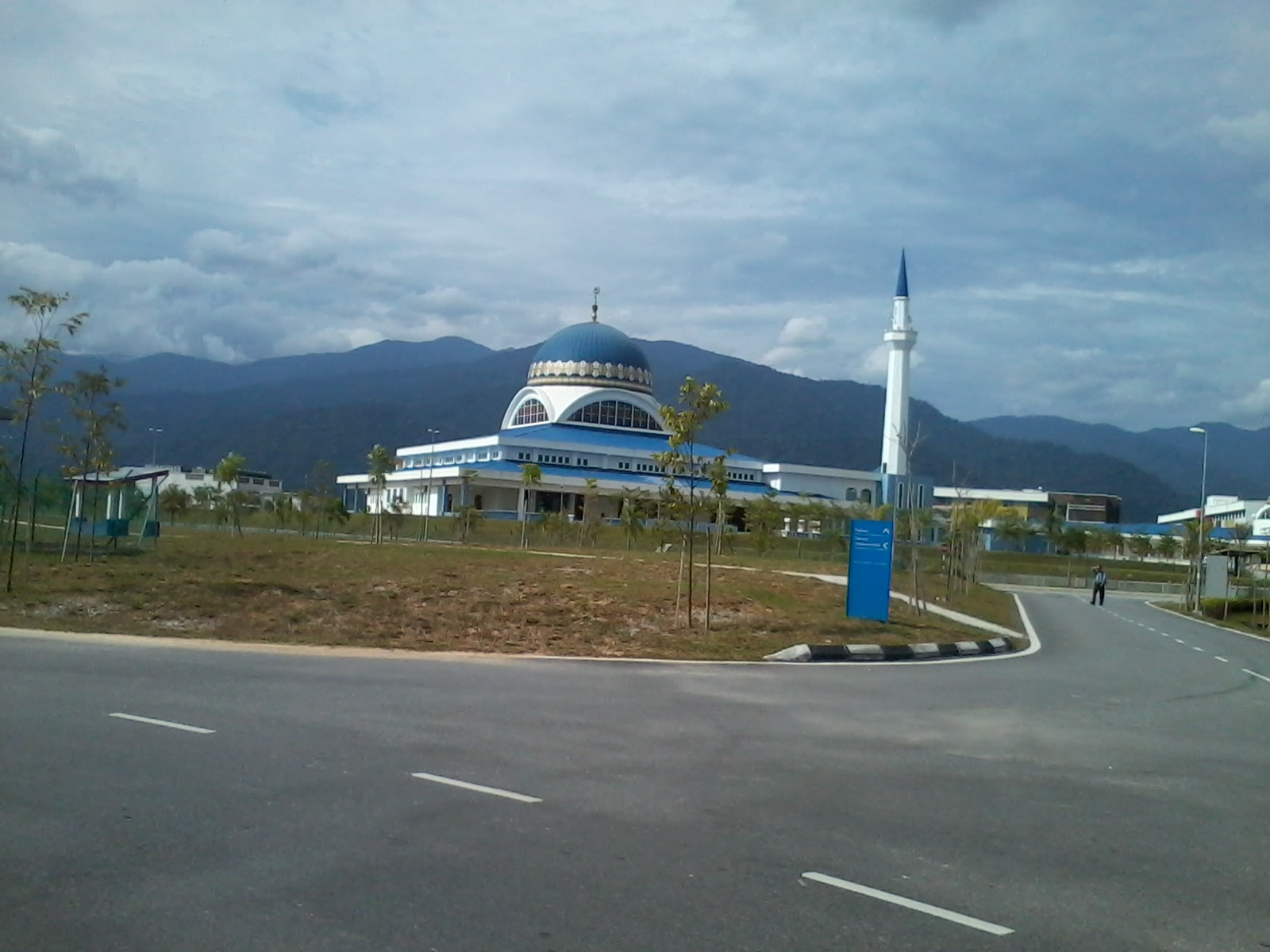
مسجد المرسيدين

جامعة السلطان إدريس التربوية لديها حرمين جامعيين، حرم السلطان عبد الجليل شاه (KSAJS) وحرم السلطان أزلان شاه (KSAS). يقع الحرم الجامعي الرئيسي على مساحة 300 فدان في بلدة تانجونج ماليم التي تمتد على حدود ولايتي بيراك وسيلانجور. يقع الحرم الجامعي الجديد على مساحة 800 أكر (3.2 كـم2) في بلدة بروتون سيتي الجديدة، على بعد 5 كيلومترات من الحرم الجامعي الحالي.

## الأساتذة
تم إنشاء تسعة كليات هي:
- كلية الآداب والحاسوب والصناعات الإبداعية (FSKIK)
  - الحوسبة
  - إنشاء الوسائط المتعددة
  - فن وتصميم
- كلية العلوم والرياضيات (FSMT)
- كلية الإدارة والاقتصاد (FPE)
- كلية علوم الرياضة والتدريب (FSSK)
- كلية الموسيقى والفنون المسرحية (FMSP)
  - تعليم الموسيقى والموسيقى
  - الرقص
  - مسرح
- كلية اللغات والاتصال (FBK)
- كلية العلوم الاجتماعية والإنسانية (FSK)
- كلية التعليم التقني والمهني (FPTV)
- كلية التنمية البشرية (FPM)

## الخريجين
- جلالة صالح - مؤسس ونائب سابق لشركة Partai Rakyat Brunei [1]
- بنجيران محمد يوسف رحيم - رئيس وزراء بروناي السابق من عام 1967 إلى عام 1972 وكاتب نشيد بروناي الوطني
- جميل عمر - مدير مركز بروناي للتاريخ وأب تاريخ بروناي الحديث
- مارسال ماون - رئيس وزراء بروناي السابق (1961-1962) ومؤسس حركة كشافة بروناي وبروناي
- بصير بن طه - من أوائل معلمي بروناي
- بنديتا زعبة - أكاديمي، نحوي ، معروف بأب اللغة الماليزية الحديثة
- إبراهيم يعقوب - زعيم يساري ملايو، مؤسس Kesatuan Melayu Muda
- غفار بابا - نائب رئيس وزراء ماليزيا الأسبق

## روابط خارجية
- جامعة بنديديكان سلطان إدريس